# Іґава Сенґай
Іґава Сенґай (井川洗厓, 1 травня 1879 — 13 жовтня 1961) — японський художник та ксилограф періодів Мейджі та Тайшьо.
Народився у префектурі Ґіфу. Спочатку відправився у Осаку, де навчався ксилографії у Інано Тошіцуне. Пізніше Іґава переїхав у Токіо і став учнем Томіока Ейсен. Разом зі своїм учителем він працював над ілюстраціями для газети «Міяко шімбун» (都新聞), а також створював власні дереворити. Випустився з приватної школи Мистецької асоціації Тайхеййо (太平洋美術会) і згодом сам увійшов до складу цієї асоціації.
Іґава служив у армії під час Російсько-японської війни, а після її закінчення займався ілюстраціями книг тогочасних письменників, серед яких Окамото Кідо, Аеба Косон, Накадзато Кайзан (中里介山), Янаґава Шюнйо (柳川春葉), Мацуї Шьойо (松居松葉) та інші. Він також відомий своїми портретами красунь (біджін-ґа), які іноді порівнюють з роботами Кійоката Кабураґі.
Одним із учнів Іґава був Хацуяма Шіґеру.